# اچینا، انامبرا
اچینا، انامبرا (به لاتین: Achina, Anambra) در نیجریه است که در انامبرا استیت واقع شده‌است.